# Male of the Species
Male of the Species (conocida en Austria como Lauter Lügen) es una película de drama de 1969, dirigida por Charles Jarrott y Anthony Page, escrita por Alun Owen, los protagonistas son Paul Scofield, Michael Caine y Anna Calder-Marshall, entre otros. El filme fue realizado por Associated Television (ATV) y ITV - Independent Television, se estrenó el 3 de enero de 1969.

## Sinopsis
Jamás le creas a un hombre, fuera cual fuera. Esa es la fea lección adquirida por Mary MacNeil en sus relaciones con tres hombres distintos: su progenitor, un mentiroso mujeriego; Cornelius, un empleado de oficina que coquetea hábilmente; y un abogado longevo, Emlyn, que está fascinado con la energía y la atractiva juventud de Mary. Solamente uno de ellos obtendrá su corazón al final.